# Wataniya Airways
Kuwait Wataniya Airways, conhecida como Wataniya Airways, era uma empresa de capital aberto na Bolsa de Valores do Kuwait, com sede em Al Farwaniyah, Kuwait.

## História

### Primeiros anos
Wataniya Airways foi formada como parte da liberalização dos serviços de aviação do governo do Kuwait em 2005 e foi fundada por corporações do Kuwait que incluem a gigante corporativa Kipco, que possui ações majoritárias da empresa. A companhia aérea lançou uma oferta pública de 350 milhões de ações em janeiro de 2006, o equivalente a 70% de seu capital de KWD50 milhões (US $ 188 milhões), e listou suas ações na Bolsa de Valores do Kuwait no final de 2008. A identidade visual da Wataniya Airways foi revelada ao público em maio de 2008. A cauda da aeronave da Wataniya Airways é roxa e apresenta o símbolo internacionalmente conhecido do Kuwait, as Torres do Kuwait.
Devido ao excesso de capacidade em alguns voos, a companhia aérea decidiu em dezembro de 2010 reduzir a operação, estacionar três aeronaves e demitir alguns funcionários. Em 16 de março de 2011, Wataniya Airways encerrou todas as suas operações devido a dificuldades financeiras e iniciou discussões com seus acionistas para determinar o futuro da empresa.

### Reinício das operações
Em agosto de 2016, foi anunciado que a companhia aérea estava considerando retomar os serviços. A decisão de reiniciar os voos segue as negociações de liquidação da dívida da empresa com a Kuwait Aviation Services Company da Kuwait Airways. As ações judiciais da transportadora com a Aviation Lease and Finance Company (ALAFCO) do Kuwait ainda estão sob análise no tribunal do Kuwait. Os primeiros 17 destinos foram mencionados como Arábia Saudita, Bahrein, Emirados Árabes Unidos, Egito, Índia, Paquistão, Irã e Iraque. No segundo ano, seriam iniciados destinos no Líbano, Jordânia, Maldivas, Sri Lanka, Reino Unido, Alemanha, Suíça e Espanha.
Wataniya recebeu novamente seu certificado de operador aéreo (AOC) em 19 de junho de 2017. Em julho de 2017, foi anunciado que a companhia aérea iria reiniciar as operações do Aeroporto Internacional do Kuwait para 3 destinos, Bacu, Tbilisi e Sarajevo. A companhia aérea também anunciou que outros 10 novos destinos seriam adicionados depois que a companhia aérea tiver iniciado completamente as operações.
Em novembro de 2017, foi anunciado que a companhia aérea havia feito um pedido com a Airbus de 25 aeronaves Airbus A320neo. Em julho de 2018, a Golden Falcon Aviation, fornecedora exclusiva de aeronaves Wataniya Airways, confirmou o pedido de 25 aeronaves da família Airbus A320neo. Em julho de 2018, no Farnborough Air Show, a companhia aérea anunciou que havia feito um pedido para a Embraer de 10 aeronaves Embraer E195-E2. As aeronaves deveriam começar a ser entregues em 2020, essas aeronaves teriam classe executiva e econômica e seriam o cliente lançador da classe executiva de assentos escalonados oferecida pela Embraer.

### Segundo aterramento
Em agosto de 2018, a companhia aérea foi avisada para ser fechada pelas autoridades do Kuwait por confiabilidade insuficiente das operações, indicando atrasos e cancelamentos frequentes.
Em setembro de 2018, a Wataniya Airways anunciou que encerraria o contrato ACMI com a Olympus Airways, que operava duas aeronaves da série Airbus A320 para a Olympus Airways. Isso deixou a companhia aérea com apenas uma aeronave disponível, que adicionalmente está parada há várias semanas devido a problemas no motor. Em 3 de setembro de 2018, a companhia aérea suspendeu todas as operações até novo aviso. Em 7 de setembro de 2018, as autoridades do Kuwait suspenderam a licença operacional da companhia aérea por três meses.
O certificado de operadora aérea da Wataniya foi revogada em dezembro de 2018, colocando a operadora fora do mercado novamente.

## Destinos
Em setembro de 2018, a Wataniya Airways operava serviços regulares para 16 destinos no Oriente Médio e Europa Oriental a partir de sua base no Kuwait.

## Frota

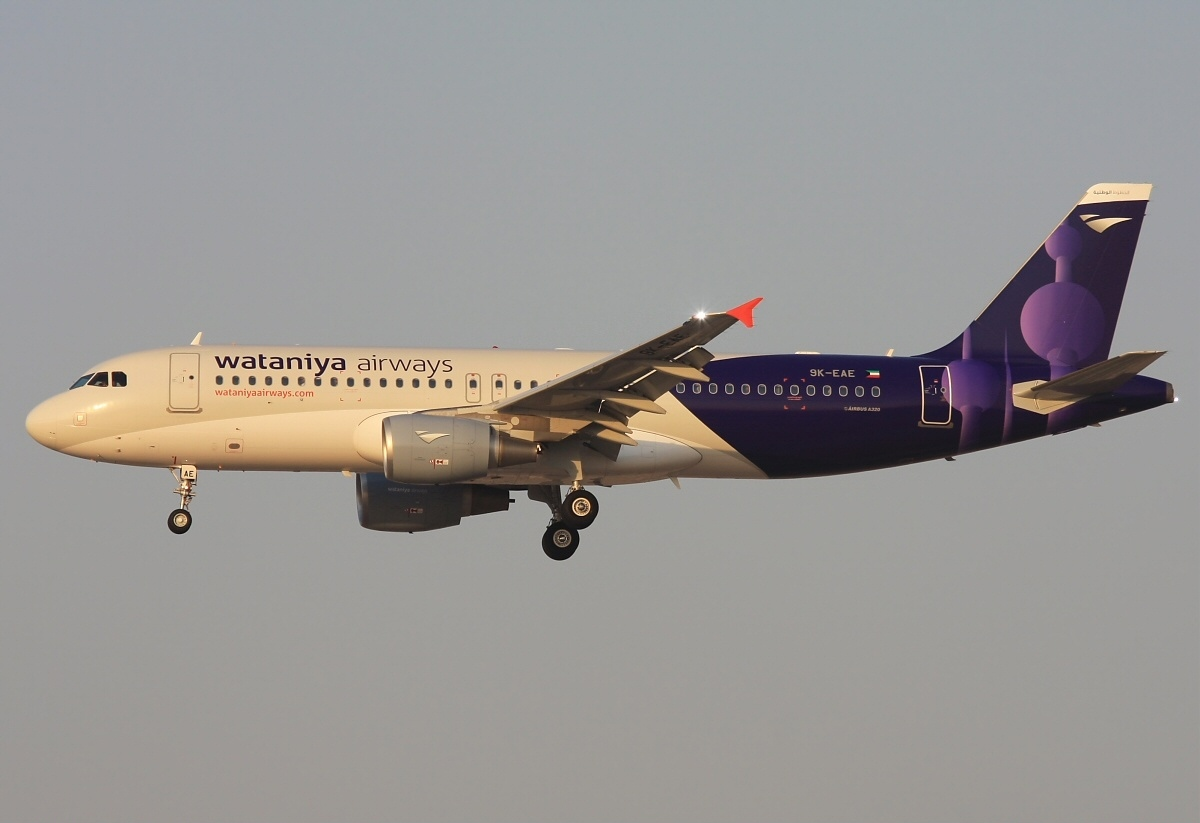
Um Airbus A320-200 da Wataniya Airways em 2010

Em setembro de 2018, a frota da Wataniya Airways consistia nas seguintes aeronaves:
| Aeronaves       | Em Serviço | Ordens | Passageiros | Notas |
| --------------- | ---------- | ------ | ----------- | ----- |
| Airbus A320-200 | 1          | –      | 132         |       |
| Total           | 1          | 0      |             |       |

Wataniya tinha encomendas de vinte e cinco Airbus A320neo e dez Embraer E195-E2 com entregas previstas a partir de 2020.